# 阿列尔·埃尔南德斯
阿列尔·埃尔南德斯（西班牙語：Ariel Hernández，1970年5月3日或1972年4月8日—），古巴男子拳击运动员。他曾代表古巴参加1992年和1996年夏季奥林匹克运动会拳击比赛，获得二枚金牌。他也曾参加1995年泛美运动会。